# Hazafi Veray János
Hazafi Veray János, Verai János, névváltozat: Vevera (Korond (Szilágy vármegye), 1841 körül – Budapest, Józsefváros, 1905. július 18.) fűzfapoéta, vándorköltő.

## Élete
Verai János és Borsa Mária fiaként született. Ő volt a leghíresebb magyar fűzfapoéta. Szatmár vármegyei parasztlegény volt, Bársony István író atyjánál szolgált Bélteken. Senkit se vallott mesterének, a maga útján járt és könnyű munkátlan életet teremtett magának; mert volt vasúti bakter vagy vallásalapítványi csősz is. Vándor népköltőként vált ismertté. Az 1880-as évek elejétől színes papírlapokon kinyomott és aláírt versikéit osztogatta szerte az országban. Verseinek jövedelméből csekélyke vagyont is szerzett; mert részt vett a Helfi-Dolinay-féle párizsi kirándulásban, befizetvén a 600 forint díjat; lobogós ingben, gatyában járta meg Párizst és megrovási kalandot írt az Eiffel-torony második emeletén. Mint falusi háztulajdonos élt a Pest-Pilis-Solt-Kiskun vármegyei Irsán; de a Szent Rókus Kórházban halt meg 1905 nyarán, 64 éves korában, veselob következtében.
Eredetileg postás volt, és saját megállapítása szerint ő volt a haza koszorús vándorlantosa. Kitalálta és alkalmazta a megrovási kaland kifejezést, amelyet alkalmazott is, például a városligeti Iparcsarnok megnyitása (1885), vagy a Pannonia gőzmalom kapuja előtt ért sérelme alkalmával:
„A Pannonia malomba 

A portás goromba azonba 

Még azt mondja, hogy pofon vág, 

Pofon bizony a nyavalyát, 

Nem ilyen magyar poétát, 

Az ebadtát!”
illetve felháborodása az Iparcsarnok megnyitásakor:
„Nem vagyunk mi gyáva barmok, 

Dőljön rád az Iparcsarnok.”
Az Iparcsarnokkal kapcsolatos művéből két sor:
„Oh, te gonosz, gonosz zsarnok 

Dőljön rád az Iparcsarnok!”
Ady Endre a következő szavakkal kritizálta munkásságát: „János érkezett, élt, mert kellett ő a durva tréfakedvnek, a szimplicitásnak, az ízléstelenségnek. Őse is élt bizonyára már akkor, mikor a turáni mezőkön kóborogtak eleink. Éppen olyan lehetett, mint ő. Konzerváltuk, mert mi jól tudunk konzerválni.”

## Külső hivatkozások
- Korkép Hazafi Verayról
- Alexandra Könyvesház